# スライド法
スライド法（スライドほう）とは、不動産の継続賃料を求める手法の一つである。本項目においては、基本的に不動産鑑定評価基準による。ここでは、次のとおり定義される。
現行賃料を定めた時点における純賃料に変動率を乗じて得た額に価格時点における必要諸経費を加算して対象不動産の賃料を求める。
なお、現行賃料を定めた時点における実際実質賃料又は実際支払賃料に即応する適切な変動率が求められる場合には、当該変動率を乗じた賃料を直接求めることができるものとされている。
簡便であり、客観的な指数を使うことで貸主、借主のいずれの立場にも説得力を得やすい手法と言える。一方で、継続賃料市場、対象不動産・賃貸借契約の個別性を十分に反映できるとは言い難いとも言える。不動産鑑定評価基準においては、1990年の改正で「スライド法」の名称で正式に採用された。

## 変動率
変動率は、現行賃料を定めた時点から価格の基準時点までの間における経済情勢等の変化に即応する変動分を表すものである。この「経済」を
マクロととらえるかミクロととらえるかは議論がある。
採用する指数により結果と精度が左右されるため、地代と家賃の別等に留意して、対象不動産の特性及び各種指数等の特性を考慮して総合的に勘案して変動率を求めるべきである。
指数の例としては、地代と家賃と共通して挙げられるものに、消費者物価指数、物価指数、国内総生産等が挙げられる。地代の場合は、地価の変動指数、家賃の場合は建築費指数、オフィスビル仲介業者による賃料等動向調査などが挙げられる。